# Gin'iro no Kami no Agito
Origin: Spirits of the Past, спочатку видавалося в Японії під назвою Gin-iro no Kami no Agito (яп. 銀色の髪のアギト, Гін-іро но Камі но Агіто, літ. Сріброволосий Агіто) — повнометражний аніме-фільм студії Gonzo. Його прем'єра в Японії відбулася 7 січня 2006 року.

## Сюжет
Аніме розповідає про Агіто, хлопчика, через 300 років живучим в Японії. В майбутньому ліс і людина почали жити рука об руку. В наші дні вчені створили проект з озеленення планети, але в результати збою ДНК «ліс» став некерованим і знищив майже всю людську цивілізацію. Врятуватися змогли лише деякі, і ось ця жменька людей якось намагається вижити серед безкрайніх лісів в руїнах колишньої цивілізації. Одного разу Агіто знаходить в кріогенній камері дівчину з минулого на ім'я Тула. В її силах змінити майбутнє, повернути все як було, хоча Тула не знає, чи потрібно це.

## Сейю
- Кацудзі Рьо — Агіто
- Міядзакі Аой — Тула
- Осугі Рен — Агасі
- Ендо Кэн'їті — Сюнак
- Котегава Юко — Елда
- Хамагуті Масару — Каїн
- Фукава Тосікадзу — Хадзан

## Музика
Музику до аніме написав композитор Таку Івасаки.
Відкриваюча тема
- «Chouwa oto ~ with reflection ~»

Виконує: Kokia
Завершальна тема
- «Ai no Melody»

Виконує: Kokia